# مامیکو اوشیما-برگر
مامیکو اوشیما-برگر (انگلیسی: Mamiko Oshima-Berger؛ زادهٔ ۱۹۸۹) ورزشکار دو و میدانی زن در رشته ماراتون اهل جزایر ماریانای شمالی است که در بازی‌های میکرونزی و مسابقات قهرمانی اقیانوسیه در مجموع برندهٔ ۲ مدال طلا و ۱ مدال برنز شده‌است.